# Tessaliòtida
La Tessaliòtida (grec antic: Θεσσαλιῶτις) era un districte de Tessàlia situat a la plana central del país, al curs superior del riu Peneu. S'anomenava Tessaliòtida perquè havia estat conquerida pels tessalis vinguts de l'Epir. La ciutat principal era Farsàlia, i hi havia altres ciutats conegudes, com ara Cièrion, Tetidion i Metròpolis.